# Народ (часопис)
«Народ» — громадсько-політичний часопис, що виходив у Коломиї (1890–1895) за редакцією Михайла Павлика, раз на два тижні. Із заснуванням Української радикальної партії (УРП) часопис став офіційним органом партії.
Мав розділи:
- справи суспільно-економічні;
- селянсько-робітниче життя в Європі;
- соціалістичний рух;
- просвітянський рух;
- життя на східноукраїнських землях та українське життя за океаном[1].

Основу авторського колективу «Народа» складали Михайло Павлик, Михайло Драгоманов та Іван Франко, які друкували тут свої статті на громадсько-політичну і літературну тематику.
Друкувалися статті про національний та соціалістичний рухи, про громадсько-політичне життя в Західній і Наддніпрянській Україні. Сторінки журналу рясніли рецензіями, з якими виступали Михайло Драгоманов, Іван Франко, А. Кримський та інші. Опубліковано тут Михайла Драгоманова «Австро-руські спомини», «Листи на Наддніпрянську Україну», «Чудацькі думки про українську справу».
1895 року припинив своє існування внаслідок смерті Михайла Драгоманова і хвороби Михайла Павлика.